# Leudino de Toul
Leudino o Leudino Bodo (en latín:  Leudinus Bodo; siglo VII - 670), fue un obispo y monje cristiano.

## Hagiografía
Pertenecía a una de las grandes familias, es decir, los llamados "leudi". En el siglo VII esta familia extendió su influencia al sur de Austrasia, particularmente a las fronteras de Borgoña (Borgoña merovingia) o la naciente Alsacia.
Lo más probable es que la familia Bodon había asumido previamente responsabilidades conyugales en el vasto país de Chaumontois, el pagus calvomontensis, y se había beneficiado del favor del maestro del palacio Grimoaldo I.
No es seguro que Leudino Bodo haya fundado un doble monasterio en Étival (Abadía de Saint-Pierre d'Etival) o incluso un pequeño convento efímero para proteger los lugares de encuentro con la oración: los antiguos premonstratenses de Etival sugieren, en piedra, que la verdadera vida monástica comenzó con la instalación de los primeros canónigos regulares por la emperatriz Ricarda o las canonesas de Andlau después de 886.

## Tradición religiosa
Una tradición historiográfica otorga a Bodón un importante dominio en el distrito de Badonviller, en forma latinizada Bodonis villare, y sobre todo participación en fundaciones religiosas que le valieron la veneración local.
Sería el origen de una importante donación que permitió la fundación del Banno di Etival, con su primer monasterio, entre 640 y 660. También fundó un monasterio femenino a petición de su hija Teuteberga, el monasterium Bodonis, que se convirtió en abadía de Bonmoutier, en el municipio de Val-et-Châtillon. Este monasterio femenino se extinguió, pero luego fue tomado por monjes que lo trasladaron a una colina cercana y se convirtió en la abadía de Saint-Sauveur.
Leudino Bodo era hermano de Santa Salaberga (f. 655) y se casó con Odilia. Años después de su matrimonio, ambos decidieron entrar en la vida monástica.

## Leyenda de la fundación
A principios del siglo VII, una gran cantidad de monasterios fueron animados por una multitud de monjes al servicio de los políticos y especialmente de la aristocracia. Participaron en la vida sencilla de los montañeses e hicieron una gran contribución a la difusión de la evangelización trabajando. Esta vida austera atrajo a ilustres figuras religiosas.  Por eso Arnulfo, obispo de Metz, prestó gran atención a esta evangelización en el valle del Mosela. Cuenta la leyenda que se retiró a los Vosgos y murió allí en 640. La tradición lo ha transformado en el jovial San Arnulfo, autor del milagro de la cerveza. Su compañero Goëri habría trasladado los restos a Metz.
Las esculturas representan a Leudino con sombrero, mitra y cruz episcopal. Los cristianos, al adoptarlo como patrón de la prohibición de Etival, pueden haberlo transformado por autoridad en un líder religioso. Sin embargo, también es probable que Leudino estuviera vinculado al rito, teniendo acceso al poder episcopal para su familia y al gobierno del pueblo que ejercía en Austrasia. Sin embargo, la tradición podría confundirlo con otro miembro de la familia, el obispo Bodone, que tuvo un largo episcopado desde finales del siglo VII hasta principios del siglo VIII.
- Datos: Q2057086